# Псевдотсуга Скелястих гір
Псевдотсуга Скелястих гір (Pseudotsuga menziesii var. glauca) — підвид псевдотсуги Мензіса, вічнозелена хвойна рослина, батьківщиною якої є гірські райони західної Північної Америки від центральної Британської Колумбії до центральної Альберти на півночі та від східної Невади углиб материка до західного Техасу, також займаючи північну частину Коауїли, Чіуауа і Сонори.
Росте на висотах від 600 м до 3000 м, інколи, на півдні, до 3200 м. Біля тихоокеанського узбережжя замінюється іншим підвидом, прибережною псевдотсугою (Pseudotsuga menziesii var. menziesii).
| Соснові | Це незавершена стаття про родину соснові. Ви можете допомогти проєкту, виправивши або дописавши її. |